# Rembercourt-Sommaisne
Rembercourt-Sommaisne – miejscowość i gmina we Francji, w regionie Grand Est, w departamencie Moza.
Według danych na rok 1990 gminę zamieszkiwało 349 osób, a gęstość zaludnienia wynosiła 16 osób/km² (wśród 2335 gmin Lotaryngii Rembercourt-Sommaisne plasuje się na 707. miejscu pod względem liczby ludności, natomiast pod względem powierzchni na miejscu 141.).